# Гимн русинов
Гимн русинов (русин. Русинска гимна; «Подкарпатские Русины») — один из символов русинов, проживающих на Украине, в Словакии, Польше, Венгрии, Сербии, Хорватии и других странах Центральной Европы. Текст гимна «Подкарпатские Русины» написал закарпатский писатель и священник Александр Духнович. Мелодию ему написал закарпатский композитор Степан Фенцик. С 1920 года и до вхождения Закарпатья в состав СССР гимн «Подкарпатские Русины» был гимном подкарпатских русинов.

## Текст

### Оригинал
Подкарпатскіи Русины
оставьте глубокій сон!
Народный голос зовет вас:
Не забудьте о своем!
Наш народ любимый
да будет свободный,
От него да отдалится
непріятелей буря,
Да согрѣет справедливость
уж и русское племя!
Желаніе русских вождь,
Русскій да живет народ!
Всѣ просим Всевышняго,
Да подержит русскаго,
и даст вѣка лучшаго!

### Русская версия
Подкарпатские Русины
оставьте глубокий сон!
Народный голос зовет вас:
Не забудьте о своем!
Наш народ любимый
да будет свободный,
От него да отдалится
неприятелей буря,
Да согреет справедливость
уж и русское племя!
Желание русского вождя,
Русский да живет народ!
Все просим Всевышнего,
Да подержит русского,
и даст века лучшего!

## История
Прямых доказательств того, что текст гимна написан Александром Духновичем, нет, однако словацкие исследователи считают, что это вполне вероятно.
Текст гимна на русском языке впервые опубликовал Михаил Врабель в сборнике «Русский соловей в Ужгороде в 1890 году. Однако в этом тексте не хватало двух строчек, а имя автора не было указано. Новое издание сборника Врабеля опубликовано в Ужгороде в 2014 году.
В более поздних изданиях Евмений Сабов и Франтишек Тихий не сомневались в авторстве Александра Духновича. В украинском литературоведении вопрос авторства Духновича остается открытым.
На венгерский язык текст гимна русинов перевел Шандор Бонкало.
22 декабря 2009 года Закарпатский областной совет по представлению депутата Евгения Жупана утвердил гимном Закарпатской области стихотворение «Подкарпатские русины…» в обработке М. Керецмана. «За» проголосовало минимальное необходимое количество депутатов — 46 из 76 присутствовавших на сессии. Однако председатель облсовета Михаил Кичковский заявил, что ряд депутатов голосовали за своих отсутствующих коллег, а один из проголосовавших депутатов впоследствии отказался от своего голоса. Против гимна выступили депутаты от партий «Свобода» и Блок Юлии Тимошенко. Решение Закарпатского облсовета не было ни опубликовано, ни подписано главой Закарпатского облсовета, и, соответственно, не вступило в силу.